# Halljärv
Halljärv är en sjö i Överkalix kommun i Norrbotten och ingår i Kalixälvens huvudavrinningsområde. Sjön har en area på 0,173 kvadratkilometer och ligger 84,1 meter över havet. Halljärv ligger i Torne och Kalix älvsystem Natura 2000-område.

## Delavrinningsområde
Halljärv ingår i det delavrinningsområde (737313-181121) som SMHI kallar för Mynnar i Sandsjärv. Medelhöjden är 129 meter över havet och ytan är 13,81 kvadratkilometer. Det finns inga avrinningsområden uppströms utan avrinningsområdet är högsta punkten. Halljärvbäcken som avvattnar avrinningsområdet har biflödesordning 4, vilket innebär att vattnet flödar genom totalt 4 vattendrag innan det når havet efter 88 kilometer. Avrinningsområdet består mestadels av skog (84 procent). Avrinningsområdet har 0,51 kvadratkilometer vattenytor vilket ger det en sjöprocent på 3,7 procent.